# Dionisio Marenco
José Dionisio Marenco Gutiérrez (Granada, 17 de septiembre de 1946-Managua, 19 de mayo de 2020) llamado Nicho Marenco, fue un político nicaragüense. Fue Alcalde de Managua desde 2005 hasta enero de 2009.

## Vida
Marenco es hijo de Bernardo Marenco. En octubre de 1966, cuando se inauguró la temporada de béisbol, el Estadio Nacional de béisbol de Managua se llenó con 20.000 personas. Un grupo de 30 estudiantes de la Universidad Centroamericana (UCA), entre los que estaba Marenco, desplegó una pancarta que decía: «¡No más Somoza! Centros Universitarios». Ellos protestaron porque Anastasio Somoza Debayle se estaba preparando para convertirse en el tercer presidente de la dinastía Somoza. Marenco fue capturado junto con otros siete hombres y una mujer por la Guardia Nacional. Pasó 28 días en el hospital porque tenía las manos y la mandíbula izquierda rotas, lo que afectó su audición.
Cuando ocurrió la masacre del 22 de enero de 1967, en la avenida Roosevelt de Managua, en la que la Guardia Nacional masacró una manifestación de la Unión Nacional Opositora (UNO), Marenco y otros 30 líderes de la UNO se refugiaron en el Gran Hotel (actual Centro Cultural Managua) y al día siguiente, fueron detenidos cuando salieron. Fueron liberados por una amnistía del Congreso Nacional el 4 de marzo del mismo año.
Marenco se graduó en ingeniería civil, en 1968, con diploma de la UCA. En 1970 realizó un posgrado en administración de empresas en el Instituto Centroamericano de Administración de Empresas (INCAE). Realizó formación avanzada en desarrollo organizacional en la Universidad Loyola Nueva Orleans, de Estados Unidos. Inició su carrera profesional como agente general de ventanas de aluminio para Carpintería de Aluminio Dacal, SL. En 1967 se incorporó a Arquitectos e Ingenieros, SA en Managua. En 1968 estuvo en J. Agustin Chan and Associates que en Managua tomó la empresa de ingeniería estadounidense Hazen & Sawyer. En 1970 trabajó en el control del ingenio San Antonio en Chichigalpa del departamento de Chinandega. En 1975 llegó a la sede de Genius Nicaragua de Nicaragua Sugar State Limited como Director de Desarrollo Industrial. En 1978 Marenco se exilió en Costa Rica.

## Trabajo en el gobierno y el partido sandinista
El actual presidente de Nicaragua, Daniel Ortega, conoció a Marenco desde 1963 cuando estudiaba Derecho.
En 1979, Marenco fue designado ministro de Transportes y Obras Públicas en el primer gabinete de la Revolución Sandinista. De 1980 a 1985 Marenco fue ministro de Comercio Interior. En 1886 Marenco fue nombrado ministro asesor de Daniel Ortega. En 1987 Marenco fue elegido ministro de Planificación y Finanzas.
En 1988 Marenco estuvo a cargo de las relaciones públicas en el FSLN. En 1990 Marenco se dedicó a fundar el Canal 4 de televisión del FSLN, que dirigía. Marenco apoyó el establecimiento de la Universidad Internacional de Centroamérica a Distancia (Unicad), fue presidente de la Fundación para la Educación a Distancia (Fundecad).
Con motivo de las elecciones municipales en Nicaragua en 2008, Marenco señaló que cuando su predecesor, Herty Lewites, se postuló para la Alcaldía de Managua en 2000, obtuvo alrededor de 135.000 votos, que él mismo obtuvo 145.535 votos en 2004 y que su sucesor Alexis Argüello supuestamente recibió alrededor de 300.000 votos.